# 李發宜
李發宜（?—?），湖南省長沙府醴陵縣人，清朝政治人物、同進士出身。
光緒二十一年（1895年），参加光緒乙未科殿試，登進士三甲80名。同年五月，著交吏部掣签分发各省，以知县即用。